# École supérieure d'art et de design d'Amiens
 (novembre 2021).
Si vous disposez d'ouvrages ou d'articles de référence ou si vous connaissez des sites web de qualité traitant du thème abordé ici, merci de compléter l'article en donnant les références utiles à sa vérifiabilité et en les liant à la section « Notes et références ».
Pour les articles homonymes, voir École supérieure d'art.
 (mai 2019).

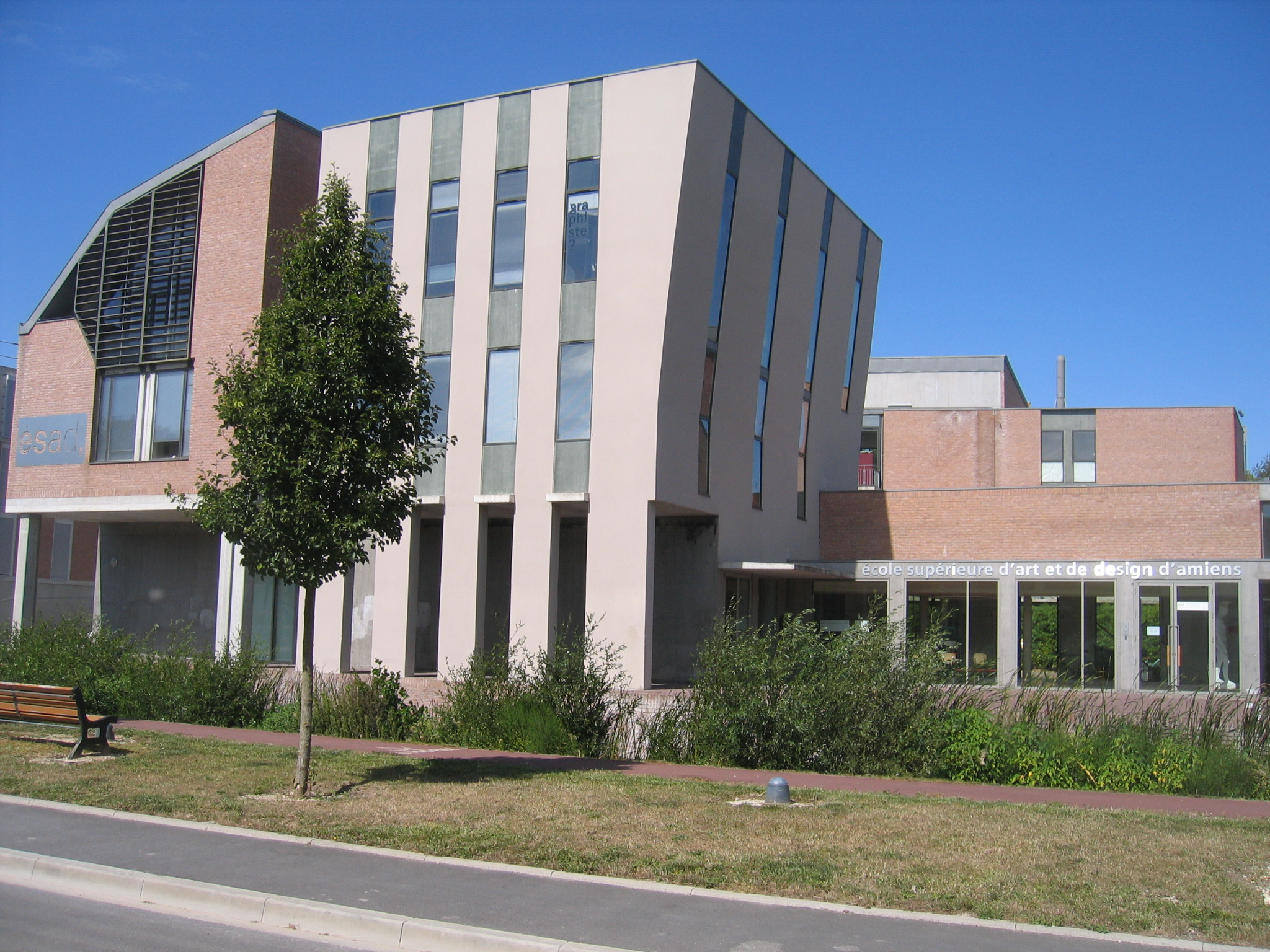
esad

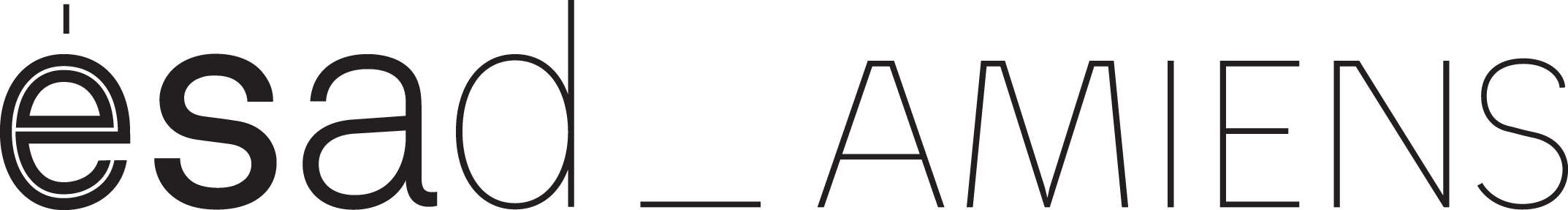
école supérieure d'art et de design d'Amiens

L’École supérieure d'art et de design d’Amiens (Ésad Amiens) est un établissement d'enseignement supérieur publique français.
C'est un établissement public de coopération culturelle (EPCC) et l’une des 46 écoles supérieures d’art placées sous la tutelle pédagogique du Ministère de la Culture.

## Histoire
L'histoire de l'Ecole supérieure d'art de design d'Amiens débute par la création de l'Ecole des Arts, insufflée par Jacques Sellier (1724-1808), professeur de mathématiques et futur architecte de la ville. Elle fait partie des premières écoles de dessin créées à la suite du Règlement pour l’établissement des écoles académiques de peinture et de sculpture dans toutes les villes du royaume où elles seront jugées nécessaires mis en place par lettres patentes le 22 décembre 1676. 

### L'Ecole des Arts (1758-1804)
Fondée par délibération le 28 mars 1758, publique et gratuite, l'Ecole des Arts a pour vocation d'encadrer une jeunesse délaissée et de lui offrir une instruction portée sur les sciences et les arts. Elle prend place dans une maison attenante à la fontaine Saint-Jacques, prêtée par les pères cordeliers, qui est alors meublée et équipée par son fondateur. La ville participe à ses frais par le versement d'une somme de trois cents livre par an tant que l'école sera jugée avantageuse et utile pour la commune.  
Initiateur atypique, comme le fondateur Rougeot de l’Ecole des Beaux-Arts de Tours (1760) ou le créateur de l’école d’Annecy (1792), Sellier échappe au modèle de l’artiste issu de l’académie. Fils de paysans, originaire de Limeux, il enseigne à Amiens la géométrie, les sciences, l'architecture, la théorie des manufactures, le commerce et les arts (cours de dessin d’après la bosse, d'après le modèle vivant...) majoritairement seul, parfois aidé de son épouse et nièce Angélique Sellier ou de son fils, Jacques.   
Les élèves inscrits à l'Ecole des Arts sont militaires, clercs de procureurs, avocats, ouvriers, marchands, fils d’artisans ou d’entrepreneurs en bâtiment… Certains ont connu la postérité comme Graincourt de Corbie, peintre, Adrien Gillet, architecte (notamment du théâtre d'Arras) ou encore Limozin architecte de la ville d’Amiens qui succède à Sellier. L’ouverture des écoles de dessin, publiques et gratuites pour tous, est un fait remarquable pour l’époque. Elles permettent ainsi à des jeunes gens de milieux différents de pouvoir s’instruire convenablement, avec un enseignement adapté pour chacun. Jacques Sellier étant conscient de la difficulté à concilier travail intellectuel et profession, propose plus tard des leçons ouvertes à tous dès 17 heures et des leçons particulières, gratuites cette fois, pour les auditeurs libres. En été, l’école continue de proposer des travaux pratiques dans les jardins ou en-dehors de la ville.  
L'institution est de plus active au sein de sa commune. Elle propose dès le 2 novembre 1760 une distribution de prix. Récompensant avant tout, cette distribution permet aussi de faire de l’école des arts une institution clef où les meilleurs éléments sont formés. Elle est ainsi démontrée comme utile et nécessaire à Amiens 
À la distribution de prix s'ajoutent les expositions publiques d’art impulsées par Jacques Sellier. La première exposition semble suivre la distribution de prix de l’année 1780. Les travaux présentés au jury sont ensuite présentés au public tout au long de la journée. Une forme d’exposition improvisée qui va être encadrée par la suite. Du 12 au 21 novembre 1780, une exposition intitulée « Salon des arts » se déroule dans la grande salle de l’hôtel de ville. Une seconde exposition est organisée en 1782.          
La Révolution française est un événement cependant éprouvant pour Jacques Sellier et son école. L'opinion publique change d’avis sur l’utilité des enseignements scientifiques et celui de l’art du dessin : ils ne sont plus si appréciés. Jacques Sellier ne voit alors qu’une seule solution pour rétablir l’ordre, celle de retourner à la domination du clergé. Ses cours sont cependant maintenus mais intéressent peu d’élèves : seulement dix ou douze d’entre eux se présentent. Les actions de soutien de la part des autorités ne sont pas celles attendues et le nombre d’écoliers stagne, témoignage du désintérêt des jeunes Amiénois et de la ville pour l’école. De plus, les jeunes gens sont attirés par l’école centrale d’Amiens qui ouvre sa première classe de dessin.     
Jacques Sellier semble mourir seul, veuf d’Angélique Sellier. Son décès est constaté le 20 novembre 1808 rue Saint-Merry par un voisin et un de ses amis. Il est alors âgé de 84 ans. Ses actions, reconnues, ont démontré la nécessité d’offrir un enseignement gratuit à tous consacré aux arts et à la science. Elles sont même inscrites sur son épitaphe située au cimetière Saint-Roch.     
On ne sait néanmoins si l'Ecole des Arts est fermée ou est remplacée pr l'école suivant. Janvier, déclare qu’elle est fermée dès la Révolution française, de Calonne ne le contredit pas, néanmoins selon lui la fermeture daterait de 1800. Pour Engrand, les concurrences croissantes ont fait disparaître l’école. Enfin, selon Lamy, celle-ci ne ferme pas et elle est perpétuée par Jacques Sellier jusqu’à son décès. Les archives quant à elles ne sont guère plus informatives.     

### L'Ecole communale de dessin (1804-1883)
Les écoles centrales, jusqu'alors très populaires, sont jugées trop libres et sont finalement supprimées par la loi du 11 floréal an X (1er mai 1802). Rapidement remplacées par les lycées, entretenus et réglementés par l’Etat, c’est à partir de ce remplacement que le problème se pose pour la ville d’Amiens. En effet, les lycées ne proposent pas de classe de dessin et les jeunes Amiénois n’accèdent plus à l’enseignement des arts, pourtant nécessaire et utile dans une ville manufacturière. L’avenir de ses artisans est en jeu et le maire en est conscient. Comme pour beaucoup de villes, la suppression des écoles centrales n’entraîne que rarement la fermeture de leurs cours de dessin. Il réunit alors le conseil municipal lors du 13 thermidor de l’an XII (1er août 1804) afin de rétablir l’enseignement du dessin et des arts à Amiens dans une école autonome. C'est alors que l'Ecole communale de dessin voit le jour à Amiens. 

Pour la diriger, le conseil municipal décide de confier cette tâche à M. Chantriaux, élève du peintre d’histoire Joseph Vincent et surtout professeur de dessin à l’école centrale depuis l’an IV (1795-1796). L'école s'installe dans l’ancien bailliage, le siège du bailli construit au XVIe siècle, composé de la salle du siège et de deux pièces supplémentaires et les frais sont cette fois-ci pris en charge par la commune. Des travaux sont envisagés afin de garantir une bonne installation des élèves comme du professeur. Un premier devis est dressé le 8 fructidor an XII (26 août 1804) montant à la somme de 1 396,50 francs. Le conseil municipal prévoit aussitôt que les dépenses engendrées par ces modifications, prises en charge dans un premier temps par la ville, soient remboursées au fur et à mesure des années par une rétribution annuelle exigée aux élèves n’habitant pas la commune. L’école communale de dessin devient donc payante pour certains des jeunes gens inscrits, une demande inenvisageable pour l’ancien professeur Sellier. L’ère de l’école communale de dessin présente une tout autre organisation de l’enseignement. À présent, les autorités régissent l’école et sont à l’origine de toutes les décisions en termes d’aménagement, de besoins et de leçons enseignées.

Dans ses premières années, l'Ecole reçoit la collection de plâtres, peintures, gravures et dessins utilisée par le cours de dessin de l’ancienne École centrale. C’est la première fois que les moulages en plâtre sont mentionnés dans les archives pour l’école d’Amiens. Sur le plus ancien inventaire trouvé, datant de l’année 1806, les modèles y sont listés et leur installation est mentionnée :
La plus grande partie de ces tableaux et de ces bosses ont été placés avec beaucoup de goût par M. Chantriaux, dans une salle longue d’environ 14 m , sur 8 m de largeur et 4 m de hauteur, éclairée par cinq croisées sur la même ligne, au midi.

#### Le musée des statues, bustes et bas-reliefs
L’école reçoit, entre 1817 et 1823, plus d’une quarantaine de modèles en plâtre comprenant des modèles en plâtre représentant des têtes et des membres d’animaux (lion, cheval, bœuf) et des modèles d’après l’antique tels que le Laocoon, la Tête de Germanicus ou encore le Faune Borghèse. Tous ces nombreux moulages viennent s’ajouter à la collection existante et font s’interroger le professeur Chantriaux. Lui vient alors l’idée de proposer à la ville un endroit où la peinture et la sculpture seraient exposées afin que les amateurs d’art puissent les étudier convenablement. Une proposition très avantageuse pour la ville d’Amiens qui ne possède pas encore de musée.

Le local de la bourse, situé à l’hôtel de ville, accueille alors le musée des statues, bustes et bas-reliefs et l’ouverture est annoncée par affiche en juin 1828. Les élèves comme les amiénois peuvent y observer plusieurs formes d’art : majoritairement des modèles en plâtre d’après l’antique et d’après des ornements architecturaux, mais aussi des peintures, des gravures et des dessins. Charles Caron, tout comme Vulfran Warmé, s’affaire à noter les noms des chefs-d'œuvre exposés. Apollon du Belvédère, Vénus de Médicis, Diane à la biche, l’Antinoüs… tous les modèles prêts pour un enseignement d’après l’antique. Son existence semble cependant s’arrêter autour des années 1860, lorsque Le Tellier, nouveau directeur de l’école communale de dessin, demande l’établissement d’un devis pour aménager les combles de l’école. Les modèles y sont déplacés au mois d’août 1863.

#### Les enseignements
Comme beaucoup d’autres écoles provinciales, l’école d’Amiens choisit pour son enseignement deux domaines indispensables, celui des beaux-arts et celui de l’architecture. Le dessin artistique est donc mêlé au dessin dit industriel. À cela s’ajoutent les arts mécaniques et manufacturiers. Même si l’enseignement du dessin semble couvrir tous les domaines, l’opinion des artisans n’est pas du même avis. En février 1839, plusieurs corps de métiers signent une pétition et l’adressent au maire de la ville : ébénistes, menuisiers, serruriers, charpentiers, plafonneurs, maçons… revendiquent un enseignement lié aux arts industriels plus complet. Par la suite, d’autres enseignements sont abordés notamment dans une délibération mettant en place la prise en charge par la ville de cours d’après le modèle vivant. Les enseignements appliqués à l’école communale de dessin couvrent de nombreux sujets. Sur une affiche de 1874, l’école est appelée école communale des Beaux-Arts. Ce changement témoigne de l’évolution de l’école qui n’est plus appliquée à enseigner uniquement le dessin et à former des artisans mais propose d’étudier à présent plusieurs formes d’arts. 

#### L'intervention des autorités municipales
Le maire d’Amiens, Louis Porion, demande qu’une inspection soit menée par Eugène Viollet-le-Duc. En correspondance avec lui déjà, notamment au sujet de la restauration de la cathédrale Notre-Dame d’Amiens, le maire engage Viollet-le-Duc afin d’avoir un avis extérieur et affûté sur l’enseignement artistique qui est mené dans sa commune. Le rapport de Viollet-le-Duc, daté du 21 novembre 1850, témoigne de l’instabilité dans laquelle se trouve l’école communale de dessin dans sa méthode d’instruction, dans son choix de modèles, que ce soit tableaux, gravures ou moulages en plâtre, ainsi que dans son organisation. Viollet-le-Duc déplore la situation jusqu’à utiliser les mots « déplorable » et « médiocre ». Le nouveau directeur se défend dans une lettre de réponse : si dans un premier temps, le professeur en titre avoue être d’accord avec la méthode d’enseignement proposée, il défend l’aspect des cours actuels par le fait que l’école n’est ouverte que depuis quelques semaines au moment de l’inspection.
Certes l’école communale de dessin connaît des événements nouveaux, en lien avec une implication de la ville et des habitants nouvelle, elle aussi. L’intervention d’un inspecteur aux critiques plutôt négatives et l’action des corps de métiers amiénois dans son enseignement en font partie. Cependant, l’école conserve du modèle légué par Jacques Sellier un événement devenu indispensable pour être reconnu et pour récompenser certains élèves. Les distributions de prix sont toujours d’actualité et sont organisées dès 1806. Les expositions, initiées également par le premier fondateur Sellier, sont à nouveau proposées. À la suite de la distribution de 1807, une exposition des travaux des élèves est maintenue pendant trois jours.
À ces récompenses s’ajoute la création de bourses en 1813 motivée par l’envie de subvenir aux dépenses que demande une longue étude aux élèves qui ne peuvent se le permettre. 
Finalement, l’inspection de Viollet-le-Duc, utile et intéressante, est une exception. Les inspections qui vont se succéder au sein de l’école communale de dessin à partir de 1880 suivront la réglementation du Ministère : elles seront menées par un inspecteur du dessin chaque année et un rapport sera rendu une fois l’étude terminée. Le rapport signé de Dutert, inspecteur de l’enseignement du dessin, et daté du 29 février 1880 est le premier rapport officiel que le maire reçoit sur l’enseignement de son école de dessin.
La fin du XIXe siècle est une période importante, marquée par ses nouveautés administratives mais également par le déménagement de l’école, placée déjà depuis plus de cinquante années dans l’ancien bailliage de la ville lorsqu’elle est amenée à être déplacée. La Halle aux grains, située rue des Trois Cailloux, semble être idéale pour accueillir l’école pour trois mois dans un premier temps. 

### L'École régionale des Beaux-Arts (1883-1990)
Au début de la Troisième République, l’Etat souhaite uniformiser et contrôler l’enseignement. À Amiens, cette volonté passe par une convention établie entre le Ministre de l’Instruction publique et des Beaux-Arts, agissant au nom de l’Etat, et le maire d’Amiens, le 28 décembre 1883 par laquelle L'École communale des Beaux-Arts devient École régionale des Beaux-Arts d’Amiens. Elle comporte sept articles portant sur le degré d’intervention de l’Etat dans l’organisation de l’école et sur les devoirs de la municipalité. L’idée est alors d’en faire une institution reconnue. Son rayonnement est grandissant et l’établissement devenu régional nécessite un local suffisamment vaste pour y réunir tous les cours et y accueillir davantage d’élèves.

#### La Halle au blé
Le projet d’installation dans un établissement plus vaste est étudié à partir de 1885 puisque les différents cours de l’École régionale des Beaux-Arts ne sont pas proposés au même endroit. Pour le dessin élémentaire, le modelage, l’anatomie appliquée aux Beaux-Arts et l’histoire de l’art, les classes se déroulent toujours rue de la Malmaison tandis que les mathématiques se situent à la Halle au blé. La mise en carte et le lisage de cartons Jacquard, eux, se tiennent à la Société Industrielle. L’affiche signée par le maire Frédéric Petit indique également qu’à partir du 16 avril le cours de dessin destiné aux jeunes filles est transféré dans le bâtiment annexe du Musée de Picardie. Il s’agit en réalité de baraquements placés dans les jardins. Cette pluralité de lieux d’enseignement n’est pas adaptée à l’École régionale des Beaux-Arts d’Amiens, tant pour son organisation que pour son uniformité d’enseignement. Édifice vaste construit par Jacques-Pierre-Jean Rousseau à la fin du XVIIIe siècle, la Halle est composée de plusieurs étages et possède une cour intérieure. Située entre la rue des Trois-Cailloux, la rue des Jacobins et la rue des Corps Nus sans Teste. 

#### L'école
À la suite de la convention du 28 décembre 1883 , les professeurs de l’école sont nommés et révoqués par l'administration préfectorale sur la proposition du maire, toujours présent pour le choix du personnel. Son statut lui permet de connaître les personnalités et artistes locaux qui gravitent autour de l’école et qui sont susceptibles d’y tenir une classe. Albert Roze, artiste pensionnaire, fut notamment l’un des artistes locaux repéré par le maire. Dans une lettre de 1891, ce dernier écrit au maire à la fin de son apprentissage pour le remercier de son soutien et pour également espérer recevoir de sa part des projets artistiques. Cet échange, mais surtout le statut reconnu d’Albert Roze amène le Préfet Allain-Targé et Frédéric Petit a le nommer professeur du cours d’histoire de l’art et de dessin d’imitation (bosse et nature) pour un an dès 1893, en remplacement de Léon Delambre. Sa carrière au sein de l’École régionale des Beaux-Arts d’Amiens se poursuivra finalement un an plus tard par sa nomination en tant que directeur de l’école. 
L'école communale des Beaux-Arts d'Amiens jusqu’à son évolution en école régionale ne propose que des enseignements destinés à un public masculin. Dès l’année scolaire 1884-1885, un cours de dessin pour jeunes filles est proposé aux amiénoises et dispensé à la Société Industrielle de la commune. Considérée comme le point de départ de l’enseignement secondaire féminin, la loi Camille Sée est votée le 21 décembre 1880. On assiste alors à l’émergence de cours accueillant les jeunes filles dans les années 1880 : à Troyes en 1879, à Valenciennes en 1880 et à Amiens en 1884. Les travaux des jeunes filles seront salués lors d’une exposition organisée en 1895 à la Halle. Vézian, journaliste du journal Le Progrès de la Somme, les détaille un à un dans son article : le fusain agréable et consciencieux de Mercier, les fleurs de Delarozière à la touche délicate, le pastel ravissant de Préolot, pensionnaire de la ville et élève de Lefebvre, et enfin le Portrait de jeune fille à l’expression parfaite de Lecerf, qui devient plus tard professeure du cours élémentaire de dessin à la suite de la création du second poste. En 1901, le cours est même jugé excellent. 

#### LeXXesiècle
Les premières années du XXe siècle sont une période prospère pour l'École régionale des Beaux-Arts qui s'épanouit dans les enseignements qu’elle propose. Un nouveau projet est lancé sur la réunion de cette école, de l’École nationale de musique et d’une salle de fêtes et d’expositions au sein de la Halle. Aidée par des fonds légués par Marie-Anne-Nathalie Damay, qui avait émis dans son testament la condition de «consacrer sa fortune à fonder une œuvre ou à faire une grande amélioration dans la ville, au profit des concitoyens», la ville d’Amiens exécute ce projet à partir du mois de février 1909. C’est en 1913 que Les travaux semblent être finalement terminés et l’école présente alors les meilleures conditions de fonctionnement. 

##### La Première Guerre mondiale (1914-1918)
Durant la Première Guerre mondiale, l’École régionale des Beaux-Arts continue de fonctionner presque normalement malgré les circonstances. Les élèves restants sont jugés consciencieux et l’école, de vivante et satisfaisante ; bien que la ville d’Amiens subisse la présence des Allemands ainsi que l’occupation de l’armée anglaise. Quant aux événements annuels de l’école, ils continuent à être organisés. Les récompenses accordées lors de la distribution des prix de juillet 1914 sont cependant purement honorifiques. 
La Première Guerre mondiale n’a pas épargné la ville d’Amiens et ses habitants : 8 000 maisons sont endommagées dont 1 500 totalement détruites sur les 27 000 maisons recensées en 1914. Les rues du centre-ville telles que les rues proches de la gare et les rues commerçantes (rue de Beauvais, rue des Trois-Cailloux…) sont bombardées au cours de l’année 1918. Par conséquent, la Halle au blé, tout comme l’édifice des Nouvelles Galeries, est détruite. De nombreux moulages en plâtre sont brisés lors des bombardements. Ainsi Albert Roze s’investit particulièrement dans l’achat de nouveaux moulages afin de diversifier la collection. 
L’école est alors réinstallée par la municipalité. Cette dernière procède à la location dès le mois d’octobre 1919 d’une partie des locaux du deuxième étage de l’immeuble situé 48 rue des Gantiers, où se trouve déjà le Bureau de Bienfaisance. Au même moment, un projet d’aménagement pour l’école est établi par l’architecte de la ville. 
L'École régionale des Beaux-Arts de la ville s’organise dans ses nouveaux locaux modestes : les professeurs se partagent les salles de classe, la distribution de prix se déroule hors-les-murs au Théâtre édifié par Rousseau et les expositions des travaux d’élèves sont délocalisées afin d’accueillir le public. 
Le projet de Louis Duthoit est modifié pour permettre l’édification d’une école des Beaux-Arts, d’un conservatoire de musique et d’une salle des fêtes. La construction du nouvel édifice débute le 15 janvier 1928 sur un terrain au coin de la rue Frédéric Petit et de la rue Desprez. L’idée principale étant d’offrir aux différentes institutions trois espaces distincts et indépendants réunis au même endroit. Une organisation qui leur permet un développement commun des arts. La durée d’installation de l’école a finalement faussé le bon fonctionnement de l’école. L’état provisoire de l’immeuble du 48 rue des Gantiers a duré finalement plus de dix ans au moment de l’emménagement rue Desprez. Une situation qui a engendré instabilité et désorganisation. Les efforts entrepris par le corps professoral est tout de même souligné, les autres écoles étant dirigées « par des fonctionnaires somnolents et blasés ». L’école est réinstallée en 1933. 
En 1939, un hommage est rendu aux 26 élèves de l’École régionale des Beaux-Arts morts pour la France lors de la distribution des prix du 8 juillet 1939. Un monument aux morts reprenant leurs noms est réalisé et placé au sein du nouvel édifice rue Desprez. 

## Enseignements
L’école propose trois filières d’enseignement et un département de formation continue.
- l’enseignement du design graphique et de la communication visuelle qui prépare à deux diplômes :
  - le DNA Design graphique (Bac + 3), homologué au grade de Licence
  - le DNSEP Design graphique (Bac + 5), homologué au grade de Master
- le post-diplôme intitulé EsadType

Et au sein du département images animées Waide Somme :
- l’enseignement des images numériques et de l’animation 3D. Cette nouvelle filière, ouverte en septembre 2010, prépare à deux diplômes :
  - le DNA, images animées (Bac + 3), homologué au grade de Licence,
  - le DNSEP, images animées (Bac + 5), homologué au grade de Master ;
- une formation à l’animation 3D.

## Professeurs
- Jean-Claude Chiannale
- Olivier Cornet
- Patrick Doan
- Laurent Herbet
- Sarah Kremer
- Eva Kubinyi
- Jean-Baptiste Levée
- Sébastien Morlighem
- Éloïsa Pérez
- Simon Renaud

## Anciens professeurs
- Philippe Millot
- Daniel Levigoureux
- Catherine de Smet
- Jean-Louis Fréchin
- Michel Wlassikoff
- Fanette Mellier
- Frédéric Teschner
- Jean-Noël Lafargue

## Direction
- Barbara Dennys (2004 - 2025)
- Alain Snyers (1991 - 2004)

## Anciens élèves
- Aimé Delarue
- Alain Mongrenier

## Échanges et relations internationales
L'Ésad d'Amiens fait partie du programme Erasmus+ et les étudiants ont la possibilité d'étudier un semestre à l'étranger lors de la 2e ou 4e année. L'Ésad d'Amiens a également un partenariat hors Europe avec PaTI en Corée du Sud. 
Les partenaires Erasmus :
- Belgique, Anvers, Royal Academy of Fine Arts
- Belgique, Bruxelles, Écoles supérieures des arts Saint-Luc
- Belgique, Bruxelles, École de recherche graphique
- Allemagne, Karlsruhe, Karlsruhe University of Arts and Design
- Allemagne, Cologne, TH Köln/University of Applied Sciences
- Allemagne, Mayence, Fachhochschule Mainz University of Applied Science
- Allemagne, Weimar, Bauhaus-Universität
- Irlande, Limerick, Limerick Institute of Technology
- Italie Urbino, ISIA
- Lithuanie, Vilnius, Vilnius Academy of Art
- Pologne, Lodz, Strzeminski Academy of Art